# رضا هلال
رضا هلال (مواليد القرن 20)، هو كاتب صحفي مصري. شغل منصب نائب رئيس تحرير صحيفة الأهرام كما عمل صحافيا في صحيفة عراقية إبان حرب الخليج الثانية، وصحافيا لصحيفة العالم اليوم وله كتب مؤلفة ومترجمة.
درس الإقتصاد والعلوم السياسية في جامعتي القاهرة ونيويورك، عمل مديرا لمكتب جريدة «العالم اليوم» في نيويورك، ومراسلا لدى الأمم المتحدة و بورصة وول ستريت.

## اختفائه
اختفى في طروف غامضة يوم 11 أغسطس 2003، وبعد ذلك التاريخ بعامين أعلنت جماعة الجهاد الإسلامي مسؤوليتها عن اغتياله إلا أن ذلك لم يتأكد، ولم تقدم أجهزة الأمن المصرية أية تفسيرات عن حادثة اختفائه، كما تتردد شائعات عن وجود دور ما لجهاز مخابراتي ما في اختفائه.[بحاجة لمصدر]
وفي أوائل أغسطس من عام 2009 ثناثرت أنباء غير مؤكدة مصدرها لبعض الصحف المصرية نقلا عن شقيق رضا هلال أنه ما زال على قيد الحياة ولكنه قيد الحبس الانفرادى في أحد سجون مدينة الإسكندرية الساحلية المصرية. ولم يتسن بعد تأكيد هذه الأخبار من نفيها.

## من مؤلفاته
- صناعة التبعية، دار المستقبل العربي، (1987).
- «الصراع على الكويت» (1991).
- «لعبة البترودولار» (1992).
- «تحديث التخلف: الدولة والمجتمع والإسلام في مصر» (1993).
- «تفكيك أمريكا» (1998).
- «السيف والهلال - تركيا من اتاتورك إلى أربكان - الصراع بين المؤسسة العسكرية والإسلام السياسي» (1999).
- «أرض الميعاد والدولة الصليبية».
- الأمركة والأسلمة: مأزق عرب اليوم، دار مصر المحروسة،
- الحرب الأمريكية العالمية: قيامة المحافظين الجدد واليمين الديني،

## وصلات خارجية
- موقع البحث عن رضا هلال
- بعد اختفائه لمدة 6 سنوات..أسرة رضا هلال تؤكد انه حي يرزق في سجن بالإسكندرية، صحيفة الشرق الأوسط، مصراوي، 10 أغسطس 2009م